# Exelmans (metropolitana di Parigi)
Exelmans è una stazione della linea 9 della metropolitana di Parigi.

## La stazione
La stazione venne aperta nel 1922 ed il suo nome ricorda Rémi Joseph Isidore comte Exelmans (1775-1852). generale di cavalleria delle armate di Napoleone si distinse contro i britannici nel 1812 e a Rocquencourt nel 1815. Divenne Gran Cancelliere delle Legion d'Onore nel 1850 e maresciallo di Francia nel 1851.

## Interconnessioni
- Bus RATP - 62

## Nelle vicinanze
- Parc des Princes